# أندوفر (أوهايو)
أندوفر (بالإنجليزية: Andover, Ohio)‏ هي قرية تقع في الولايات المتحدة في مقاطعة أشتابولا، أوهايو. يقدر عدد سكانها بـ 6,969 نسمة ومساحتها 3.55 كم2 وترتفع عن سطح البحر 333 متر.

## التركيبة السكانية
قام مكتب تعداد الولايات المتحدة بتحديد بيانات التركيبة السكانية لأندوفر في تعداد الولايات المتحدة. في ما يلي، التركيبة السكانية حسب تعدادي 2000 و2010.

### تعداد عام 2000
بلغ عدد سكان أندوفر 1,269 نسمة بحسب تعداد عام 2000، وبلغ عدد الأسر 427 أسرة وعدد العائلات 271 عائلة مقيمة في القرية. في حين سجلت الكثافة السكانية 929.2 نسمة لكل ميل مربع (358.8/كم2). وبلغ عدد الوحدات السكنية 463 وحدة بمتوسط كثافة قدره 339.0 نسمة لكل ميل مربع (130.9/كم2).
وتوزع التركيب العرقي للقرية بنسبة 95.82% من البيض و 3.07% من الأمريكيين الأفارقة و 0.79% من عرقين مختلطين أو أكثر.
بلغ عدد الأسر 427 أسرة كانت نسبة 34.4% منها لديها أطفال تحت سن الثامنة عشر تعيش معهم، وبلغت نسبة الأزواج القاطنين مع بعضهم البعض 51.1% من أصل المجموع الكلي للأسر، ونسبة 9.4% من الأسر كان لديها معيلات من الإناث دون وجود شريك، وكانت نسبة 36.3% من غير العائلات. تألفت نسبة 33.5% من أصل جميع الأسر من أفراد ونسبة 21.1% كانوا يعيش معهم شخص وحيد يبلغ من العمر 65 عاماً فما فوق. وبلغ متوسط حجم الأسرة المعيشية 3.27، أما متوسط حجم العائلات فبلغ 2.53.
بلغ العمر الوسطي للسكان 40 عاماً. وكانت نسبة 25.0% من القاطنين تحت سن الثامنة عشر، وكانت نسبة 5.6% بين الثامنة عشر والأربعة وعشرون عاماً، ونسبة 25.2% كانت واقعةً في الفئة العمرية ما بين الخامسة والعشرون حتى والأربعة وأربعون عاماً، ونسبة 22.5% كانت ما بين الخامسة والأربعون حتى الرابعة والستون، ونسبة 21.7% كانت ضمن فئة الخامسة والستون عاماً فما فوق. يوجد لكل 100 أنثى 88.3 ذكر، ويوجد لكل 100 أنثى في الثامنة عشر من عمرها فما فوق 82.0 ذكر.
بلغ متوسط دخل الأسرة في القرية 31,250 دولار، أما متوسط دخل العائلة فبلغ 45,526 دولار. وكان متوسط دخل الذكور 31,845 دولار مقابل 22,679 دولار للإناث. وسجل دخل الفرد الخاص بالقرية 14,702 دولار. وكانت نسبة 8.2% من العائلات ونسبة 10.7% من السكان تحت خط الفقر، وكان من هؤلاء نسبة 11.3% تحت سن الثامنة عشر ونسبة 20.7% في الخامسة والستين من العمر وما فوق.

### تعداد عام 2010
بلغ عدد سكان أندوفر 1,145 نسمة بحسب تعداد عام 2010، وبلغ عدد الأسر 411 أسرة وعدد العائلات 264 عائلة مقيمة في القرية. في حين سجلت الكثافة السكانية 835.8 نسمة لكل ميل مربع (322.7/كم2). وبلغ عدد الوحدات السكنية 469 وحدة بمتوسط كثافة قدره 342.3 لكل ميل مربع (132.2/كم2).
وتوزع التركيب العرقي للقرية بنسبة 95.5% من البيض و 0.3% من الأمريكيين الأصليين و 0.1% من الأمريكيين ذوي الأصول الآسيوية و 2.8% من الأمريكيين الأفارقة و 1.4% من عرقين مختلطين أو أكثر.
بلغ عدد الأسر 411 أسرة كانت نسبة 31.9% منها لديها أطفال تحت سن الثامنة عشر تعيش معهم، وبلغت نسبة الأزواج القاطنين مع بعضهم البعض 46.0% من أصل المجموع الكلي للأسر، ونسبة 13.4% من الأسر كان لديها معيلات من الإناث دون وجود شريك، بينما كانت نسبة 4.9% من الأسر لديها معيلون من الذكور دون وجود شريكة وكانت نسبة 35.8% من غير العائلات. وبلغ متوسط حجم الأسرة المعيشية 3.04، أما متوسط حجم العائلات فبلغ 2.44.
بلغ العمر الوسطي للسكان 44.2 عاماً. وكانت نسبة 22.9% من القاطنين تحت سن الثامنة عشر، وكانت نسبة 7.2% بين الثامنة عشر والأربعة وعشرون عاماً، ونسبة 20.8% كانت واقعةً في الفئة العمرية ما بين الخامسة والعشرون حتى والأربعة وأربعون عاماً، ونسبة 27.7% كانت ما بين الخامسة والأربعون حتى الرابعة والستون، ونسبة 21.4% كانت ضمن فئة الخامسة والستون عاماً فما فوق. وتوزع التركيب الجنسي للسكان بنسبة 45.4% ذكور و54.6% إناث.